# Rampage (film 2009)
Rampage è un film del 2009 diretto da Uwe Boll.
Il film ha due sequel, ovvero Rampage - Giustizia capitale (2014) e Rampage: President Down (2016).

## Trama
Bill, un meccanico americano di 23 anni, vessato da una famiglia che lo spinge a prendersi le sue responsabilità e da una società che non riesce a trattarlo come una persona, costruisce un'armatura per tutto il corpo col Kevlar e comincia a girare, sparando all’impazzata con due mitra e diverse pistole per le trafficate strade della sua città, ritenendo essere questa l'unica cosa utile da fare.